# Радолинські
Радолинські — шляхетний рід часів Речі Посполитої. Користувався гербом Лещиць. Деякі гілки роду існують і сьогодні.
Походить зі шляхетського роду Кошуцьких. Перші відомості в документах датуються між 1397 і 1413 роками.
Володислав Радолинський (1808—1879), отримав графський титул у Прусії, а син його Гуґо (1841—1917) — титул найсвітлішого князя; він був німецьким послом у Константинополі, потім у Санкт-Петербурзі та Парижі.
Дворянські гілки Радолинських, які перебувають у російському підданстві, внесено до родоводу дворян Царства Польського.